# Sic transit gloria mundi
，拉丁语短语，意为“世间的荣耀就此消失”。该短语被用于教宗加冕典礼上，仪式中会在教宗面前燃烧数捆亚麻，象征世间荣耀的短暂；司仪随之念出：，以提醒教宗其权力只是暂时的。该短语可能出现于15世纪，现存记载中最早于1406年教宗额我略十二世以及1409年对立教宗亚历山大五世的加冕典礼上已有使用。